# Dolichomitus xanthopodus
Dolichomitus xanthopodus là một loài tò vò trong họ Ichneumonidae.